# Armand (canton)
Pour les articles homonymes, voir Armand.
Armand est un canton canadien de l'est du Québec situé dans la municipalité régionale de comté du Témiscouata dans la région administrative du Bas-Saint-Laurent. Il fut proclamé officiellement le 13 février 1864. Il couvre une superficie de 21 770 hectares.

## Toponymie
Le toponyme Armand est en l'honneur de l'homme politique canadien Joseph-François Armand (1820-1903).